# オオアタマガメ
オオアタマガメ（大頭亀、Platysternon megacephalum）は、オオアタマガメ科オオアタマガメ属に分類されるカメ。現生種では本種のみでオオアタマガメ科オオアタマガメ属を構成する。

## 分類
1950-1980年代は腹甲、頸椎、染色体からリクガメ上科に含まれるとされていた。1980-2000年代は頭骨の形態や下縁甲板があること、尾が長いことと、ミトコンドリアDNAのチトクロムbおよび12s リボソームRNAの分子系統学的解析からカミツキガメ科（以前はリクガメ上科に含まれると考えられていた）に近縁とする説が有力とされた。しかし、2000年代後半に行われた核DNAやミトコンドリアDNAの全塩基配列の分子系統学解析ではリクガメ上科に含まれるとされる。
カザフスタンの漸新世と暁新世の地層から、化石属 Planiplastron の腹甲が発見されている（Planiplastron属はリンドホルメミス科の構成属である可能性もある）。大分県安心院町にある約300万年前（鮮新世）の地層から本種の化石が発見されており、本属の化石は世界的にも日本列島でしか発見されていない。
合計で3-5亜種に分かれるとされる。しかし、亜種の識別形態は不明瞭で他亜種でも見られる多甲板の個体に基づく記載（P. m. tristernalis）や少数個体や長期間飼育された個体との比較に基づいた記載（P. m. vogeli）された亜種が含まれ、これらの2亜種は分布が不明瞭で他亜種と重複し形態比較でも他亜種と識別できないとしてシノニムとする説もある。
- Platysternon megacephalum megacephalum　Gray, 1831　チュウゴクオオアタマガメ　Chinese big-headed turtle
- Platysternon megacephalum peguense　Gray, 1870　ビルマオオアタマガメ　Burma big-headed turtle
- Platysternon megacephalum shiui　Tverson, 1986　ベトナムオオアタマガメ　Vietnam big-headed turtle

## 分布
中華人民共和国（安徽省南部、広東省、江西省、江蘇省南部、湖南省、浙江省、福建省、香港＜雲南省、四川省南部、貴州省、広西チワン族自治区に分布するとする説もある）。
模式標本の産地（模式産地）は中華人民共和国。
P. m. peguense　ビルマオオアタマガメ
カンボジア北東部、タイ北部および西部、ベトナム中部、ミャンマー南部および東部、ラオス（中華人民共和国＜雲南省、海南省、貴州省、四川省南部、広西チワン族自治区＞に分布する可能性あり）
模式産地はペグー（ミャンマー）で、亜種小名peguenseは「ペグー産の」の意。
P. m. shiui　ベトナムオオアタマガメ
ベトナム北東部（中華人民共和国＜雲南省南東部、海南省、広西チワン族自治区南部など＞に分布する可能性あり）
模式産地はランソン省（ベトナム）。
厳密な種類は不明だが、日本列島では大分県の鮮新統（鮮新世）と沖縄県の下部更新統（前期更新世）の地層からオオアタマガメ科の化石が出土している。

## 形態

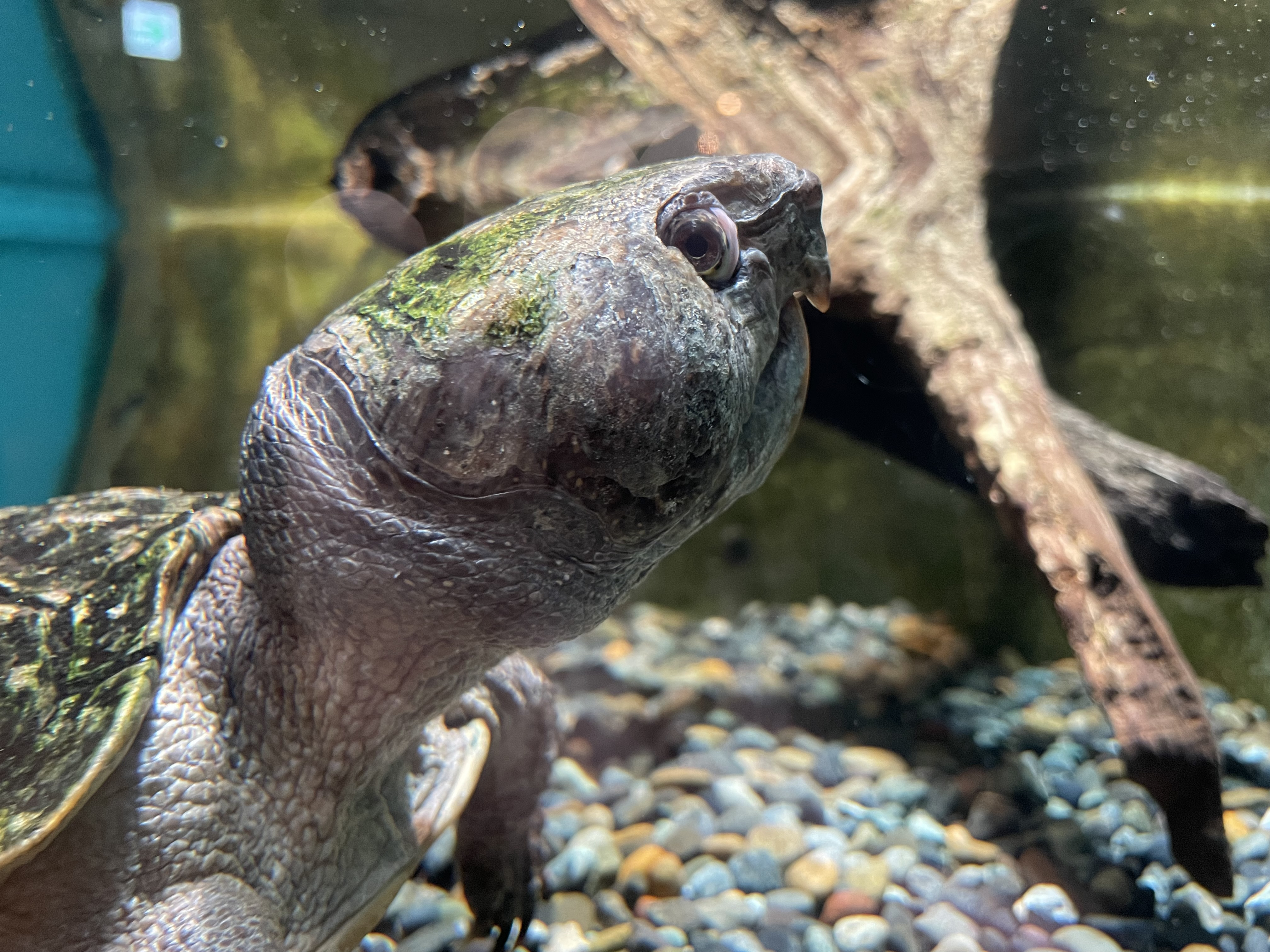
頭部

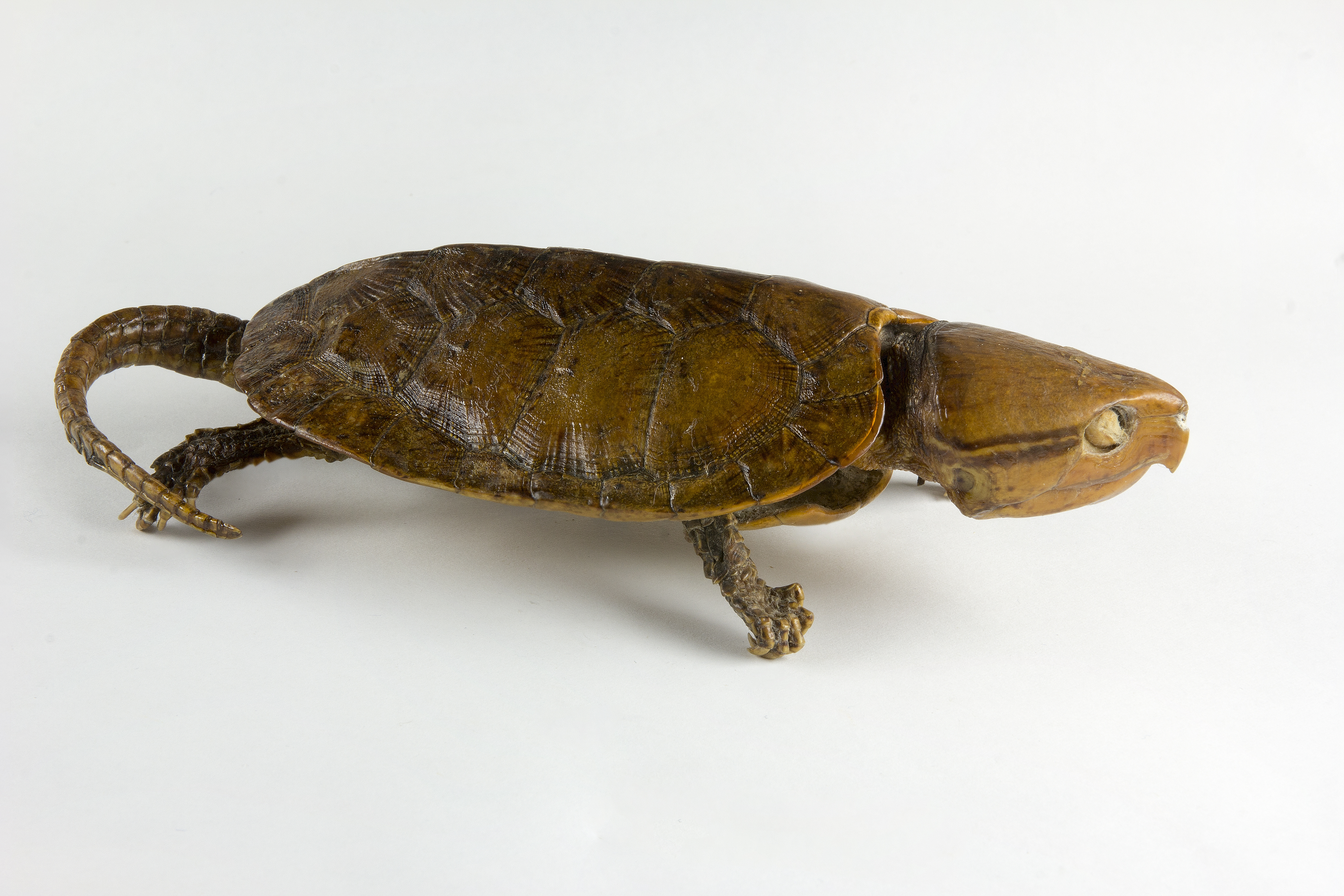
Platysternon megacephalum

最大甲長21.5センチメートル。メスよりもオスの方が大型になる。背甲は非常に扁平。上から見ると第8-9縁甲板で最も幅広い個体が多いが、第4縁甲板の位置で最も幅広い個体や第6縁甲板の位置でくびれる個体もいる。背甲の前端は広く深い切れ込みが入る。甲板の成長輪は不明瞭。背甲の色彩は褐色、黄褐色、暗黄色などで、個体よっては色の濃淡や斑紋が入り変異が大きい。背甲と腹甲の継ぎ目（橋）は細く、3-5枚（主に3枚）の下縁甲板がある。腹甲は大型。属名Platysternonは「平たい胸」の意で、腹甲の胸部が平らなことに由来すると考えられている
頭部は非常に大型で、甲高と同じくらい分厚い。種小名megacephalumは「巨大な頭」の意で、和名や英名（big-headed=大きな頭の）と同義。頭部が大型で分厚く、甲羅も扁平なため甲羅の中に頭部を引っ込めることができない。頭部背面は1枚の大型鱗で覆われる。顎を覆う角質（嘴）は大型で分厚く、頭部背面の大型鱗と嘴で頭部の大部分が覆われる。吻端はやや突出し、上顎、下顎の先端は鉤状に尖る。咬合面はやや幅広く、上顎には稜がある。頭部の色彩は褐色や黄褐色、暗褐色、暗黄色。四肢は頑丈で、指趾の間には水かきがある。尾は非常に長く、甲長と同じ長さか甲長よりも長い。
幼体は椎甲板に筋状の隆起（キール）があり、後部縁甲板の外縁が鋸状に尖る。キールや縁甲板の突起は、成長に伴い不明瞭になる。
オスはメスに比べると背甲が細いうえに甲高が低く、背甲が中央部でくびれる傾向がある。オスの成体は尾が太くて長く、尾をまっすぐに伸ばした状態では総排泄口全体が背甲の外側に位置する。メスの成体は尾が細いうえに短く、尾をまっすぐに伸ばしても総排泄口が背甲よりも内側にある。

## 生態
丘陵や低山地にある谷川や渓流に生息し、川幅1メートル、水深0.1メートルほどの細流を好む。夜行性で、昼間は岩の隙間などで休む。尾の力は強く、枝などに巻きつける事ができる。
食性は動物食で、昆虫、甲殻類、貝類、魚類、両生類の幼生、動物の死骸などを食べる。
繁殖形態は卵生。基亜種は6-9月に1回に1-3個の卵を数回に分けて卵を産んだ例がある。

## 人間との関係
生息地や中華人民共和国では食用や薬用とされることもある。
開発による生息地の破壊、食用や薬用、ペット用の乱獲などにより生息数は激減している。2003年にワシントン条約附属書IIに掲載された。2013年に科単位でワシントン条約附属書Iに掲載された。
ペットとして飼育されることもあり、日本にも輸入されている。以前は流通量が多かったが、1990年代後半から流通量が減少しワシントン条約に掲載されたことで流通量が激減した。やや高温に弱く、水温の高い環境では餌を食べなくなったり状態を崩すことが多い。また水質の悪化にも弱く、高い頻度で水道水による水替えを行うと真菌性の皮膚病にかかることがある。飼育下では配合飼料や乾燥飼料に餌付く個体もいる。四肢や尾を使い立体的な活動もするため、脱走されないようにする。